# Diego Pérez del Camino
Diego Pérez del Camino (Burgos (Castella i Lleó,), 9 de febrer, 1738 - Calahorra (La Rioja), 19 de gener, 1796), va ser un compositor i mestre de capella espanyol.</ref> El mestre també està documentat com a «Diego Pérez de Camino», «Diego Pérez Camino», «Diego Camino» o «Maestro Camino».

## Biografia
El 2016 el musicòleg Antoni Pons Seguí, de l'associació Ars Hispana, va descobrir l'acta baptismal del mestre Pérez a l'Arxiu Diocesà de Burgos. Diego Pérez del Camino va néixer a la ciutat de Burgos, sent batejat a l'església parroquial de Santa Àgueda. Va ser infant del cor de la capella de música de la Catedral de Burgos, on es va formar en música amb el mestre Francisco Hernández Illana. El 1760 va sol·licitar al consell municipal utilitzar «hàbits llargs», pel fet que ja era gran; és la primera notícia de Diego Pérez a les actes capitulars. El 1763 encara era «mosso de cor», però ja comunicava al consell municipal que havia estat elegit mestre de capella a la Cocatedral de Santo Domingo de la Calzada i demanava una ajuda per al camí.
Tingué d'haver anat anteriorment a Santo Domingo de la Calçada, ja que les oposicions per al càrrec van ser presencials. El jutge de l'oposició, Juan José Llorente, mestre de capella de la Col·legiata de Logronyo Santa María de la Redonda, va donar Pérez per guanyador. Fou elegit mestre el 14 de febrer de 1763 i Hernández Illana va enviar una carta agraint l'elecció. En aquest moment Pérez era clergue de primera tonsura i encara no havia estat nomenat prevere.
Magisteri a Santo Domingo de la Calçada

A Santo Domingo de la Calçada va tenir diverses dificultats, no arribant a encaixar a la Catedral. El 1766 les mares es van queixar que el mestre no cuidava els infants com calia, cosa que va portar el consell municipal a investigar. El 1772 va sorgir un problema amb els capellans, que es van queixar que Pérez realitzés actes eclesiàstics per als quals no estava autoritzat per no tenir l'ordre sacre encara. El 1773 la congregació de capellans va decidir expulsar-lo de la casa que ocupava, que era de la propietat de la congregació. Al·legaven que la casa estava molt maltractada, «amb els estudiants que té de posada». L'assumpte va portar un plet a Calahorra, del qual no se'n coneix la resolució. El consell municipal de Santo Domingo va donar la raó a Pérez, però li va retreure la distracció de l'educació dels infants. Tot i així, el consell municipal va deixar per escrit la seva apreciació pel mestre en diverses ocasions. Una possible raó va ser que el seu salari era molt reduït, com indica que només un any i mig després del nomenament, el 12 d'octubre de 1764, Pérez sol·licitava permís per presentar-se a les oposicions per al magisteri de la Col·legiata de Vilafranca del Bierzo.
El 1771 Pérez va sol·licitar al consell municipal una carta de recomanació per anar a les oposicions al magisteri de la Catedral de Calahorra, a la qual cosa el consell municipal es va negar perquè no havia posat «particular cura en l'ensenyament i avançament dels tiples». A les oposicions es va enfrontar a Francisco de la Huerta, músic de la Catedral d'Àvila; Juan Andrés de Lombide, organista a Bilbao; José Gargallo, copiant a la Catedral de Saragossa; i Juan José de Arce, arpista de la Catedral de Pamplona. Els jutges van ser Francesc Viñas, l'anterior mestre de Calahorra, el nomenament del qual com a racioner havia deixat vacant el càrrec, i el primer organista de Calahorra, Matías Menéndez. Tot i que Gargallo va aconseguir millor puntuació a l'examen —«perquè havia excedit els altres en el treball de les obres, bon gust de la composició i estil modern, que se'n fa servir»—, tant de Viñas, com de Menéndez, el consell municipal es va decidir en votació per Pérez. Gargallo va presentar una queixa davant el Tribunal Metropolità que va acabar perdent en 1777.
Magisteri a Calahorra

A la Catedral de Calahorra va continuar gaudint de l'apreciació del cabildo. Tot i això hi va haver dues dificultats. La primera va ser, igual que a Santo Domingo, que descuidava els infants, i Pérez va respondre que «ja procurava complir bé amb les seves obligacions». La segona va ser quan es va presentar el setembre de 1787 davant el degà per «acomiadant-se per anar a la Rioja». Sembla que volia presentar-se al magisteri de la Col·legiata de Briones, i encara que no va tenir èxit, la col·legiata conserva algunes composicions del mestre. Va ser multat amb 400 maravedís.
Romandria com a mestre de capella de Calahorra fins a la seva mort el 19 de gener de 1796, «a les cinc del matí».

## Obra
Als Inventaris de la Catedral de Sant Domingo de la Calçada del 9 de gener de 1777 es recullen totes les obres que Pérez va deixar a Santo Domingo quan va partir a Calahorra:
| « | "[…] En Romance. Al Santísimo dos ataos uno de Villancicos a cuarto y otro de Arias y dúos todos con sus instrumentos. Otro atao de Villancicos del Santo con sus instrumentos. Otro atao de Villancicos de la Rueda con sus instrumentos. Otro atao de Villancicos de Reyes con sus instrumentos. Otro atao de Villancicos de Kalenda con sus instrumentos. En latín. Dos juegos de Vísperas con sus Magníficas el uno al 6° y el otro al 5°. Seis himnos unos a 6° y otros a 5°. Cinco misas unas a 69 y otras a 59 y a 49 con sus Instrumentos. Seis Lamentaciones una a 49 y las demás a solo con sus Instrumentos. Siete Misereres con sus Instrumentos y versos sueltos del mismo. Papeles sueltos que obraban en poder de Dn Matías Sáez de Ócariz y Ruíz de Azúa de la Santa Iglesia.- Tres Misas del Maestro las dos a 69 con violines y la otra a 59 sin ellos. Dos Misas a 59 con violines la una de Dn. Blas de Cáseda y la otra de Dn. Joseph de Cáseda. Otra Misa a 69 con violines del Maestro Cáseda. Un juego de Vísperas con su Magnificat a 79 con violines del maestro Bas. Un juego de vísperas con su misa de difuntos a 59 del maestro Cáseda. Un domine y Dixit Dominus a 89 con violines del Maestro Bas. Un Laetatus, un Lauda Hierusalem y un Ave Maris Stella a 79 con violines del mismo Maestro. Una Salve a 79 con violines del mismo Maestro. Cinco juegos de Vísperas los unos a 69 y los otros a 59 de los Maestros Cáseda y Dn. Carlos García. Trece Motetes unos a 49 y otros a dúo con Violines. Un Domine y un Dixit Dominus a 69 con Violines y oboe del Maestro Cáseda. Un Beatus vir a 69 con Bajón del mismo Maestro. Una Magníficat con Clarín y otra con Violines y un Beatus vir con Violines a 59 del Maestro Cáseda. Una Magnificat a 59 y un Laudate Dominum omnes gentes a 69 del Maestro Cáseda y otro Laudate del Maestro Dn. Carlos García Martínez. Un Laetatus a 59 con Violín del Maestro Cáseda. Un Confitebor un Laetavi y un Dilexi a 89 de Difuntos del Maestro Cáseda. Un Credidi a 69 del mismo y una Salve a 59. Dos Lauda Hierusalem a 52 y un Laetatus a 69 y dos a 59 el primero y segundo de Cáseda y los otros dos de García y de Pascual. Una Misa de Difuntos a 49. Catorce Salmos sueltos de varios Maestros. Dos Prosas a 89 del Maestro Bas. Un Et alibi a 49 y veinte y cinco himnos para todas las festividades. Cuatro Misereres dos a 79 y dos a 89. Cuatro Sequencias. Trece Lamentaciones a varios números de voces. Varios Papeles y Villancicos antiguos en latín y Romance." | » |

Inventarios, 9 de gener de 1777
Pérez del Camino va ser un compositor molt actiu. Es conserven 117 composicions a Santo Domingo de la Calçada i 267 més a Calahorra. A més hi ha unes 41 a la Catedral d'Astorga i 14 a l'església de Briones.